# Acridocera
Acridocera is een kevergeslacht uit de familie van de boktorren (Cerambycidae). De wetenschappelijke naam van het geslacht werd voor het eerst geldig gepubliceerd in 1903 door Jordan.

## Soorten
Acridocera is monotypisch en omvat slechts de volgende soort:
- Acridocera ziczac Jordan, 1903